# Фелікс Тейссен
Фелікс Тейссен (нід. Felix Thijssen; 24 листопада 1933, Рейсвейк, Південна Голландія — 26 липня 2022, Сен-Жермен-де-Кальберт, Франція) — нідерландський письменник, автор низки фантастичних, гостросюжетних та детективних романів, науково-популярних книжок та книжок для дітей, а також сценаріїв для кіно- і телефільмів. Його твори отримали кілька національних премій.

## Біографія
Фелікс Тейссен народився 24 листопада 1933 року у містечку Рейсвейк, поблизу Гааги (провінція Південна Голландія). Окрім нього, у родині було ще шестеро дітей. Із початком Другої світової війни батько Тейссена, журналіст, лишив родину і переїхав за кордон. У шкільні роки Фелікс працював на кіностудіях, фермах, а також деякий час гідом, пізніше працював на фабриці лимонаду та продавав автомобілі. У 1950 році, у віці 17 років, написав свій перший твір у детективному жанрі, під назвою De man met de bolhoed (укр. «Чоловік у котелку»).
У 1952 році Фелікс переїхав до Франції, де мешкав його батько, який навчив його німецькій та латинській мовам; між 1952 і 1954 роками Тейссен викладав англійську мову в місцевому єзуїтському монастирі. Під час свого перебування у Франції Тейссен написав ще одне оповідання Een zomermorgen (укр. «Літнім ранком»), опубліковане у бельгійському журналі Het Volk. На гонорар за це оповідання Тейссен придбав друкарську машинку.
У 1955 році він повернувся до Нідерландів, де протягом наступних 15 років працював журналістом у таких виданнях, як Het Binnenhof, De Nieuwe Pers та Het Centrum.
У 1970 році Тейссен придбав стару ферму у селі Акой (провінція Гелдерланд), поблизу містечка Асперен, плануючи повністю присвятити себе творчості. На той час у його творчому доробку вже були 2 романи, кілька дитячих книжок та радіоп'єс. У 1971—1979 роках Тейссен написав близько 15 творів у жанрі наукової фантастики, включаючи серію з восьми книжок про Космічного Дослідника Марка Стівенса та тетралогію про Арне Най Стерзона (Arne Nay Sterzon). Завдяки цим творам, Тейссен став першим відомим нідерландським письменником у цьому жанрі.
Також Фелікс Тейссен написав під псевдонімом Руард Лансер (Ruard Lanser) серії пригодницьких книжок про пригоди Роба Сталмана, вестернів з головним героєм на ім'я Вінс Робберс і кілька трилерів про Сандера Вулфа. У 1974 році Тейссен написав сценарій до книжки Тона Кортромса Help, de dokter verzuipt (укр. «Рятуйте, доктор потонув!»).
У 1980 році Тейссен переїхав до Ірландії, де написав трилер Eindspel (укр. «Кінець гри»); того ж року вийшли його книги із серії про Чарлі Манна «Поранення на полюванні» та «Вільдсхут» (нід. Wildschut); останню екранізували 1985 року. У 1981 році Тейссен повернувся до Нідерландів, де спочатку оселився у Бейзіхемі, потім у Мауріку, пізніше — у Румпт-ан-де-Лінге. Того ж, 1981 року він написав науково-популярну книжку «Посібник з виживання», яка була опублікована у 1984 році, після виходу на екрани фільму «Післязавтра», під назвою «Післязавтра: як пережити ядерну війну».
З 1983 року Тейссен також написав сценарії до телевізійних серіалів, зокрема Nederlanders Overzee (укр. «Голландці за морем»), Iris (укр. «Ірис»), Bureau Kruislaan (укр. «Бюро Крейслан»), Coverstory та Unit 13 (укр. «Підрозділ 13»). У 1984 році Тейссен написав сценарій для фільму «Вбивство в екстазі» за твором письменника Аппі Бантьєра. З 1998 року письменник працює над серією книжок «Таємниці Макса Вінтера». За першу книгу серії, «Клеопатра», Тейссен отримав 1999 року нагороду Gouden Strop, головну нідерландську премію за найкращий кримінальний роман нідерландською мовою. На цю нагороду номінувалися ще дві книги Тейссена, Onder de Spekboom (1997) та Het Diepe Water (2006). Остання у 2006 році отримала нагороду Diamanten Kogel, бельгійську премію за найкращий твір нідерландською мовою.
У 1970-х—1980-х роках Тейссен також займався перекладами творів англомовних письменників, зокрема, Гаррі Гаррісона, Артура Кларка, Джона Віндема та інших.
Фелікс Тейссен мешкав із дружиною Мілен у французькому регіоні Севенни, у старовинному маєтку.

## Твори

### Серія Max Winter
Найвідомішими творами Фелікса Тейссена є книги із детективної серії Max Winter, дві з них отримали міжнародні літературні премії. Головний персонаж серії — приватний детектив Макс Вінтер.
- Cleopatra (1998)
- Isabelle (1998)
- Tiffany (2000)
- Ingrid (2001)
- Caroline (2001)
- Charlotte (2002)
- Rosa (2003)
- Rebecca (2004)
- Het diepe water (2006)
- De blauwe nacht (2007)
- Esperanza (2008)
- Amanda (2008)
- Lydia (2010)
- Spelen mit vuur (2012)

### Серія Charlie Mann
Іншою серію книг Фелікса Тейссена є серія трилерів, які автор почав писати ще на початку 1980-х років. Головний персонаж серії — гангстер Чарлі Манн. Перша з книг була екранізована у 1985 році.
- Wildschut (1980)
- Jachtschade (1981)
- Ratteval (1983)
- Ontsnapping (1983, коротке оповідання)
- Koud Spoor (1986)
- Het Koeweit contract (1987)
- De Tweede Man (1988)
- Vuurproef (1990)
- Charlie Mann Thrillers (2001)
- Charlie Mann Thrillers II (2002)

### Романи, що не входять до серій
- Spion te koop (1972) — під псевдонімом Philip Matthews
- Missie naar Moskou (1973)— під псевдонімом Philip Matthews
- De man met de bolhoed (1950-ті, не був опублікований)
- Doodsvogel (1985)
- Het Koeweit contract (1987)
- Onder de spekboom (1997)
- De dood van een kroonprins (2002)

### Твори для дітей (під псевдонімом Philip van Akooy)
- Een mand vol dwazen (1972)
- De stunt van Visveer (1972)
- Ver van huis (1973)
- Er sterft een vis teveel (1973)

### Романи для підлітків (під псевдонімом Ruard Lanser)

#### серія пригодницьких романів «Пригоди Роба Стаалмана»
- Komplot in Frankrijk (1970)
- De Noorse verrader (1970)
- Kidnap op zee (1971)
- Paniek in de Dolomieten (1971)
- Het Schotse mysterie (1972)
- Goudroof in Marseille (1972)
- De gestolen compagnie (1973)
- De valse lady (1973)

#### серія вестернів «Пригоди Вінса Робберса»
- De drie desperado's (1972)
- De man met het zilveren geweer (1972)
- Hinderlaag voor Dove Charley (1973)
- Het gevecht om de Rado V. (1973)
- De schim van Jesse James (1974)
- Dodenzang voor Hawk (1974)

#### серія трилерів про Сандера Вулфа
- De gijzelaars (1974)
- De hersenspoeler (1974)
- De zwendelaar (1975)

#### серія пригодницьких романів про індіанця Іншо
- Hij, die de zon hoorde ondergaan (1975)
- De dood van Bitazee (1975)